# Steatococcus euphorbiae
Steatococcus euphorbiae är en insektsart som först beskrevs av Charles Kimberlin Brain 1915.  Steatococcus euphorbiae ingår i släktet Steatococcus och familjen pärlsköldlöss. Inga underarter finns listade i Catalogue of Life.